# Surveyor of the Navy
Il Surveyor of the Navy, noto anche come Department of the Surveyor of the Navy e originariamente noto come Surveyor and Rigger of the Navy, fu un ex commissario di riferimento e membro di entrambi i Consigli della Marina dalla sua inaugurazione nel 1546 fino alla sua abolizione nel 1832, successivamente membro del Consiglio dell'Ammiragliato dal 1848-1859. Nel 1860 l'ufficio fu rinominato Controller of The Navy fino al 1869 quando l'ufficio fu fuso con quello del Terzo lord del mare, responsabile generale per la progettazione di navi da guerra britanniche.

## Storia
L'ufficio è stato istituito nel 1546 sotto Enrico VIII d'Inghilterra, quando il responsabile generale è stato designato come Surveyor and Rigger of the Navy fino al 1611. Anche se fino al 1745 il lavoro di progettazione vera e propria per le navi da guerra costruite in ogni Cantiere della Marina Reale era principalmente di responsabilità del singolo maestro d'ascia di quel cantiere della Marina Reale. Per le navi costruite con contratto commerciale (limitato ai periodi di guerra, quando il cantiere della Marina Reale non era in grado di far fronte al volume di lavoro), l'ufficio del Surveyor disegnò i progetti ai quali i costruttori navali privati erano tenuti a costruire le navi. A partire dal 1745 la responsabilità della progettazione fu centrata nell'ufficio del Surveyor, con i maestri d'ascia del cantiere navale responsabile della realizzazione. Nel 1832 il Consiglio della Marina fu abolito e tutte le sue funzioni furono poste sotto il controllo esclusivo del Consiglio dell'Ammiragliato.
Prima del 1832 la costruzione, l'allestimento e la riparazione delle navi HM erano di responsabilità del Consiglio della Marina. In origine l'ufficiale di riferimento interessato era il Surveyor of the Navy, che stimava il fabbisogno annuale di scorte, ispezionava le scorte delle navi e conservava i libri di magazzino e le fatture di riparazione della flotta. Nel XVIII secolo i suoi doveri passarono sempre più spesso al Controller of the Navy. L'ufficio del surveyor, tuttavia, non scomparve, e dopo il 1832, quando l'ufficio del Controller fu abolito, il surveyor fu nominato ufficiale responsabile dei dipartimenti materiali sotto il First Sea Lord, e divenne membro permanente del Consiglio dell'Ammiragliato nel 1848. Nel 1859 il nome dell'ufficio fu cambiato in Controller of the Navy fino al 1869 quando fu fuso con l'ufficio del Terzo lord del mare.

## Elenco dei surveyor 1546-1859
In ordine di data (si noti che il posto di surveyors è stato spesso condiviso, il che ha permesso all'Ammiragliato di avere progetti competitivi preparati per la valutazione):
Surveyors and Riggers of the Navy
- Benjamin Gonson, 24 aprile 1546.[1]
- Vice-Ammiraglio, Sir Thomas Spert, dal 1524 al 1540.[1]
- Sir William Wynter, 8 luglio 1549.[1]
- Sir Henry Palmer, 11 luglio 1589.[1]
- Sir John Trevor, dal 20 dicembre 1598 al 1611.[1]

Surveyors of the Navy
- Sir Richard Bingley, dal 1611 al 1619.
- Thomas Norreys, dal 12 febbraio 1619 al 1625.
- Joshua Downing 1625-1628.
- Sir Thomas Aylesbury 1628.
- Kenrick Edisbury, 19 dicembre 1632.
- William Batten, 26 settembre 1638.
- John Holland, 16 febbraio 1649.
- George Payler, 1654.
- Sir William Batten, 20 giugno 1660.
- Thomas Middleton, 25 novembre 1667.
- Sir John Tippetts, 5 settembre 1672.
- Edmund Dummer, 9 agosto 1692.
- Daniel Furzer, 22 settembre 1699.
- Daniel Furzer e William Lee (congiuntamente), 19 ottobre 1706.
- Daniel Furzer (da solo), 16 novembre 1714.
- Jacob Acworth, 6 aprile 1715.
- Sir Jacob Acworth e Joseph Allin (congiuntamente), 11 luglio 1745.
- Joseph Allin (da solo), 16 marzo 1749.
- Thomas Slade e William Bately (congiuntamente), 4 settembre 1755.[4]
- Thomas Slade e John Williams (congiuntamente), 28 giugno 1765.[5]
- John Williams (da solo), 22 febbraio 1771.[5]
- John Williams e Edward Hunt (congiuntamente), 11 aprile 1778.[5]
- Edward Hunt e John Henslow (congiuntamente), 13 dicembre 1784.[6]
- John Henslow (da solo), 7 dicembre 1786.[6]
- John Henslow e William Rule (congiuntamente), 11 febbraio 1793.[6]
- William Rule e Henry Peake (congiuntamente), 20 giugno 1806.[7]
- Joseph Tucker e Robert Seppings (congiuntamente), 14 giugno 1813. (Seppings became Sir Robert Seppings from 20 febbraio 1822).[8]
- Sir Robert Seppings (da solo), 1 marzo 1831..[9]
- Sir William Symonds, dal 9 giugno 1832 a ottobre 1847..[10]
- Sir Baldwin Wake Walker, dal 5 febbraio 1848 al 1859..[11]

## Elenco dei controllori 1859-1869
Nel 1859 il posto di Surveyor of the Navy fu cambiato in Controller of the Navy.
- Retro-ammiraglio Sir Baldwin Wake Walker, dal 1859 al 1861.
- Viceammiraglio Sir Robert Robinson, dal 1861 al 1869

Nel 1869 il posto di Controller of the Navy fu fuso con l'ufficio del Terzo lord del mare.

## Linea temporale
- Navy Board, Surveyor of the Navy, 1546-1832
- Board of Admiralty, Surveyor of the Navy, 1832-1859
- Board of Admiralty, Controller of the Navy, 1859-1912
- Board of Admiralty, Directorate of Naval Construction, 1913-1958
- Board of Admiralty, Ship Department, Naval Construction Division, 1959-1964